# Języki wschodniosłowiańskie
Języki wschodniosłowiańskie – jedna z trzech grup języków słowiańskich (obok zachodnio- i południowosłowiańskich). Posługuje się nimi ok. 202 mln ludzi w Europie Wschodniej oraz Azji Północnej i Środkowej.
Klasyfikacja języków wschodniosłowiańskich:
języki indoeuropejskie
języki słowiańskie (ponad 350 mln)
języki wschodniosłowiańskie (ok. 202 mln)
nowogrodzki †
staroruski †
włodzimiersko-suzdalski †
rosyjski (ok. 160 mln)
ruski †
białoruski (ok. 7 mln)
ukraiński (ok. 37 mln)
rusiński (ok. 0,6 mln)
Oznaczenia:
† – język wymarły lub dawne stadium historyczne języka dzisiejszego